# Wakko's Wish
Pour plus de détails, voir Fiche technique et Distribution.
Wakko's Wish (Québec : Wakko en folie, également connu sous le titre Animaniacs, le film : Wakko et l'étoile magique) est un vidéofilm américain d'animation réalisé par Liz Holzman, Rusty Mills, et Tom Ruegger. Sorti en 1999, il est inspiré de la série Animaniacs. Le film offre tous les personnages de la série dans un monde à mi-chemin entre le médiéval et le conte de fées.
Bien que Wakko's Wish ait été très bien noté par les enfants et les adultes lors des projections test, Warner Bros a décidé de le sortir en direct-to-video plutôt que de dépenser de l'argent pour le mettre à l'affiche. Malgré tout, le film est souvent diffusé pendant la période de Noël.

## Synopsis
L'histoire au style médiéval se déroule dans le Comté de Warnerstock, petit royaume fictif d'Europe, au village d'Acme Falls où vivent ensemble les personnages des Animaniacs  : Yakko, Wakko et Dot (les frères et la sœur Warner), Minus et Cortex, Rififi l'écureuil, Rita et Spot, Mindy et Toubeau, etc. Depuis la mort du roi William le Bon et l'éclatement d'une lutte sans merci pour le pouvoir, Warnerstock est dominé par la nation voisine de Tictockia et son impitoyable dictateur le roi Salazar. Les habitants sont soumis à de lourds impôts, collectés par le cupide baron von Plotz, et vivent dans la misère. Wakko décide de quitter le village pour gagner sa vie. Un an plus tard, il revient avec un demi penny pour payer à sa sœur Dot, gravement malade, l'opération dont elle a besoin. Mais le baron von Plotz invente un nouvel impôt pour le détrousser. La nuit suivante, un ange apparaît à Wakko et lui parle d'une étoile filante magique, l'étoile d'espoir, située dans les montagnes et capable d'exaucer un vœu à celui qui la touche. Lorsqu'au petit matin Wakko raconte l'histoire à son entourage, tout le village se lance à la recherche de l'étoile d'espoir.

## Fiche technique
Wakko's Wish a été commercialisé uniquement en VHS, publiée par Warner Home Video le 21 décembre 1999 aux États-Unis et au Canada. Dans les provinces francophones du Canada, une version française est sortie sous le titre de Wakko et l'étoile magique. Depuis le 25 août 2008, la version anglaise du film est également disponible dans les iTunes Store américain et canadien. À la télévision, le film est diffusé occasionnellement sur Cartoon Network,Teletoon et Télétoon
- Réalisation : Liz Holzman, Rusty Mills et Tom Ruegger
- Scénario : Tom Ruegger, Nick Dubois, Earl Kress, Kevin Hopps, Charles M. Howell IV et Randy Rogel
- Production : Liz Holzman, Rusty Mills et Tom Ruegger
- Musique originale : Julie Bernstein, Steven Bernstein, Gordon Goodwin, Tim Kelly et Richard Stone
- Musique : Julie Bernstein, Steven Bernstein, Gordon Goodwin, Tim Kelly et Richard Stone
- Animateur : Rob Davies, Diane Kredensor, Keiko Oyamada et Kirk Tingblad
- Producteur : Liz Holzman, Rusty Mills et Tom Ruegger
- Distribution : Warner Bros.
- Format : - couleurs
- Langue : anglais

## Distribution

### Voix originales
- Rob Paulsen : Yakko Warner, Minus, et Dr. Otto Gratésnif
- Jess Harnell : Wakko Warner
- Tress MacNeille : Dot Warner, Marita, et la maman de Mindy
- Maurice LaMarche : Cortex, Squit
- Sherri Stoner : Rififi
- Nathan Ruegger : Noisette
- Nancy Cartwright : Mindy
- Bernadette Peters : Rita
- Frank Welker : Baron von Plotz, Ralph, Toubeau, Flavio, Spot
- Dee Bradley Baker : Pesto
- John Mariano : Bobby
- Paxton Whitehead : Roi Salazar
- Ben Stein : Pip
- Jeff Bennett : Baloney et le capitaine des gardes
- Paul Rugg : Monsieur Directeur
- Julie Brown : Minerva Zibeline
- Tom Bodett : Narrateur

### Voix françaises
- Hervé Rey : Yakko Warner
- Michel Mella : Wakko Warner
- Barbara Tissier : Dot Warner
- Patrick Préjean : Dr Gratésnif
- Philippe Dumat : Baron von Plotz (dialogues)
- Pierre Hatet : Cortex
- Vincent Violette : Minus (dialogues)
- Marie Ruggeri : Rita
- Ginette Pigeon : Tante Rififi
- Sauvane Delanoë : Noisette
- Vincent Grass : Bobby
- Philippe Peythieu : Pesto
- Vincent Grass : Squit
- Michel Modo : Ralph
- Marie-Laure Beneston : Mindy
- Véronique Alycia : Salut Nounou, la mère de Mindy
- Daniel Lafourcade : le capitaine de la garde
- Gérard Rinaldi : le roi Salazar, Balooney
- Pierre Laurent : Pip (dialogues), Pesto, l'employé de la station-service
- Gilbert Lévy : Squit, Pesto (deux répliques)
- Olivier Constantin : Baron Von Plotz, Minus, Pip (voix chantées)
- Jean-Luc Reichmann : le narrateur